# Шамалијер
Шамалијер (фр. Chamalières) је насељено место у Француској у региону Оверња, у департману Пиј де Дом.
По подацима из 2011. године у општини је живело 17.467 становника, а густина насељености је износила 4633,16 становника/km².

## Демографија
| 1962.  | 1968.  | 1975.  | 1982.  | 1990.  | 1999.  | 2011.  |
| ------ | ------ | ------ | ------ | ------ | ------ | ------ |
| 14.837 | 17.775 | 18.075 | 17.486 | 17.301 | 17.301 | 17.467 |